# Orimarga juvenilis
Orimarga juvenilis là một loài ruồi trong họ Limoniidae. Chúng phân bố ở miền Cổ bắc.